# Ciclovía Vicuña Mackenna
La ciclovía Vicuña Mackenna, con 7 kilómetros, es una de la más extensas de Santiago de Chile, atravesando de norte a sur las comunas de Puente Alto y La Florida. Posee doble sentido de tránsito.
Va por la vereda poniente de Avenida Vicuña Mackenna, aunque es bastante interrumpida por las calles que salen a la avenida y por locales que se tomaron parte de la vereda para agrandar sus estacionamientos, lo cual impidió darle continuidad a la ciclovía en varios tramos. También es a veces interrumpida por los vehículos que estacionan en la vereda o ingresan a sus domicilios.
Esta ciclovía termina abruptamente en el metro Vicente Valdés, (paradero 15 de dicha avenida) sin ningún tipo de continuación. 
Ahora debido a la construcción del tramo entre Vicente Valdés y Departamental esa ciclovía se extiende hasta Mirador Azul, el resto aún está en construcción.